# 1142 Aetolia
Aetolia (asteróide 1142) é um asteróide da cintura principal, a 2,8966378 UA. Possui uma excentricidade de 0,0890082 e um período orbital de 2 070,92 dias (5,67 anos).
Aetolia tem uma velocidade orbital média de 16,70332273 km/s e uma inclinação de 2,10125º.
Esse asteróide foi descoberto em 24 de Janeiro de 1930 por Karl Reinmuth.